# Saison 1981-1982 du Montpellier Paillade Sport Club
Maillots
Chronologie
Saison précédente Saison suivante
La saison 1981-1982 du Montpellier PSC a vu le club évoluer en Division 1 pour la première fois après dix-huit années à naviguer entre Division 2 et championnats amateurs.
Cette saison est surement une des pires du club héraultais, alors que les blessures de joueurs cadres s'enchainent, les défaites aussi et le club va sombrer pour terminer bon dernier de Division 1.
Le parcours en Coupe de France est tout aussi catastrophique avec une élimination des pailladins dès leur entrée en lice par l'US Sanary-sur-mer, modeste équipe de Promotion d'Honneur.

## Déroulement de la saison

### Inter-saison
Lors de cette inter-saison, de grands noms sont recrutés pour préparer au mieux ce retour en première division, avec l'arrivée de Victor Trossero, le buteur argentin du FC Nantes, du brésilien Luizinho en provenance du Nîmes Olympique, du stéphanois Jacques Santini, ou encore du monégasque Daniel Zorzetto. 
Ces grands joueurs, habitués des joutes internationales sont donc venus renforcer la vieille garde pailladine accompagnés également de seconds couteaux tel que Jean-Pierre Kern, Faouzi Mansouri ou Roger Baltimore. Il est important de noter également les débuts de Gérald Passi, issu du Centre de Formation après les premiers pas de Jean Pierre Duch l'année précédente.

### Championnat
Cette saison est l'une des pires saisons du club, après un début de championnat hésitant, auquel s'ajoute les longues indisponibilités de Michel Mézy, Jacky Vergnes et Guy Formici. C'est l'élimination en coupe qui est le détonateur de la révolution qui couvait à la suite des cartons reçus contre le Lille OSC (6-1), le FC Nantes (7-0), l'AS Saint-Étienne ou le FC Metz (4-0). 
Abdelkader Firoud est alors limogé et remplacé par Jacques Bonnet qui représente le dernier espoir de maintien du club.  La relégation est confirmée lors du déplacement à Monaco lors de la défaite 1-0 alors qu'un tir de Luizinho est sauvé par Jean-Luc Ettori sur sa ligne de but en toute fin de match signant ainsi la fin de l'aventure des pailladins.

### Coupes nationales
La Coupe de France est le point d'orgue des humiliations qu'a connue le club lors de cette saison, avec une élimination aux tirs au but contre les amateurs de l'US Sanary-sur-mer qui évolue à l'époque, en Promotion d'Honneur.

## Joueurs et staff

### Transferts
| Été 1981          |             |                           |                        |            |
| Nom               | Nationalité | Transfert                 | Provenance/Destination | Division   |
| Arrivées          |             |                           |                        |            |
| Robin Huc         | France      | Premier contrat pro       |                        |            |
| Daniel Zorzetto   | France      | Transfert                 | AS Monaco              | Division 1 |
| Faouzi Mansouri   | Algérie     | Transfert                 | AS Béziers             | Division 2 |
| Richard Toutain   | France      | Premier contrat pro       |                        |            |
| Gérald Passi      | France      | Premier contrat pro       |                        |            |
| Jacques Santini   | France      | Transfert                 | AS Saint-Étienne       | Division 1 |
| Roger Baltimore   | France      | Transfert                 | SCO Angers             | Division 2 |
| Jean-Pierre Kern  | France      | Transfert                 | FC Sète                | Division 3 |
| Luizinho Da Silva | Brésil      | Transfert                 | Nîmes Olympique        | Division 2 |
| Victor Trossero   | Argentine   | Transfert                 | AS Monaco              | Division 1 |
| Départs           |             |                           |                        |            |
| Freddy Bresson    | France      | Fin de contrat (Retraite) |                        |            |
| Nourreddine Kawa  | Maroc       | Fin de contrat (Retraite) |                        |            |
| Pierre Giudicelli | France      | Transfert                 | CS Thonon              | Division 2 |

| Changement d'entraineur (15 février 1982) |             |                |                        |          |
| Nom                                       | Nationalité | Transfert      | Provenance/Destination | Division |
| Arrivées                                  |             |                |                        |          |
| Jacques Bonnet                            | France      | équipe réserve |                        |          |
| Départs                                   |             |                |                        |          |
| Abdelkader Firoud                         | France      | Licenciement   |                        |          |

## Rencontres de la saison

### Division 1
| Tour       | Adversaire             | Lieu | Résultat | Buteurs du MPSC                                                   |
| Journée 1  | AJ Auxerre             | Dom. | 0-0      | -                                                                 |
| Journée 2  | AS Nancy-Lorraine      | Ext. | 2-3      | Victor Trossero · Luizinho Da Silva                               |
| Journée 3  | FC Nantes              | Dom. | 2-0      | Luizinho Da Silva · José Pasqualetti                              |
| Journée 4  | OGC Nice               | Ext. | 0-1      | -                                                                 |
| Journée 5  | US Valenciennes-Anzin  | Dom. | 0-0      | -                                                                 |
| Journée 6  | Olympique lyonnais     | Ext. | 0-2      | -                                                                 |
| Journée 7  | Girondins de Bordeaux  | Dom. | 1-2      | José Pasqualetti                                                  |
| Journée 8  | FC Metz                | Dom. | 1-1      | Victor Trossero                                                   |
| Journée 9  | Lille OSC              | Ext. | 1-6      | Christian Sarramagna                                              |
| Journée 10 | SEC Bastia             | Dom. | 3-2      | (c.s.c.) José Pastinelli · Christian Sarramagna · Bernard Ducuing |
| Journée 11 | Tours FC               | Ext. | 0-1      | -                                                                 |
| Journée 12 | Stade lavallois        | Dom. | 2-1      | Luizinho Da Silva · José Pasqualetti                              |
| Journée 13 | RC Strasbourg          | Ext. | 0-0      | -                                                                 |
| Journée 14 | AS Monaco              | Dom. | 1-2      | (c.s.c.) Jacques Pérais                                           |
| Journée 15 | AS Saint-Etienne       | Ext. | 0-4      | -                                                                 |
| Journée 16 | FC Sochaux-Montbéliard | Dom. | 1-3      | Jean-Pierre Kern                                                  |
| Journée 17 | Paris Saint-Germain    | Ext. | 0-1      | -                                                                 |
| Journée 18 | RC Lens                | Dom. | 1-1      | Christian Sarramagna                                              |
| Journée 19 | Brest Armorique FC     | Ext. | 1-0      | Jean-Pierre Duch                                                  |
| Journée 20 | AS Nancy-Lorraine      | Dom. | 3-0      | Jean-Pierre Kern · Jacques Santini                                |
| Journée 21 | FC Nantes              | Ext. | 0-7      | -                                                                 |
| Journée 22 | OGC Nice               | Dom. | 2-1      | Jean-Pierre Kern · Jacques Santini                                |
| Journée 23 | Olympique lyonnais     | Dom. | 0-0      | -                                                                 |
| Journée 24 | US Valenciennes-Anzin  | Ext. | 0-1      | -                                                                 |
| Journée 25 | Girondins de Bordeaux  | Ext. | 1-4      | Bernard Ducuing                                                   |
| Journée 26 | FC Metz                | Ext. | 0-4      | -                                                                 |
| Journée 27 | Lille OSC              | Dom. | 2-1      | Victor Trossero                                                   |
| Journée 28 | SEC Bastia             | Ext. | 0-1      | -                                                                 |
| Journée 29 | Tours FC               | Dom. | 1-3      | Jacques Santini                                                   |
| Journée 30 | Stade lavallois        | Ext. | 1-2      | Jacques Santini                                                   |
| Journée 31 | RC Strasbourg          | Dom. | 0-0      | -                                                                 |
| Journée 32 | AS Monaco              | Ext. | 0-1      | -                                                                 |
| Journée 33 | AS Saint-Etienne       | Dom. | 0-1      | -                                                                 |
| Journée 34 | FC Sochaux-Montbéliard | Ext. | 0-1      | -                                                                 |
| Journée 35 | Paris Saint-Germain    | Dom. | 2-5      | Victor Trossero · Roger Baltimore                                 |
| Journée 36 | RC Lens                | Ext. | 0-1      | -                                                                 |
| Journée 37 | Brest Armorique FC     | Dom. | 1-3      | Christian Sarramagna                                              |
| Journée 38 | AJ Auxerre             | Ext. | 1-1      | Victor Trossero                                                   |

### Coupe de France
| Tour            | Adversaire             | Lieu | Résultat                    | Buteurs du MPSC |
| 1/32e de finale | US Sanary-sur-Mer (PH) | Ext. | 0-0 (a.p.) Tir au but : 6-7 | -               |

## Statistiques

### Statistiques collectives
| Compétition     | Débute au tour  | Place ou tour final | Matches joués | Gagnés | Nuls | Perdus | Buts pour | Buts contre | Différence |
| Division 1      | -               | 20e                 | 38            | 7      | 8    | 23     | 30        | 67          | -37        |
| Coupe de France | 1/32e de finale | 1/32e de finale     | 1             | 0      | 1    | 0      | 0         | 0           | +0         |
| Total           | -               | -                   | 39            | 7      | 9    | 23     | 30        | 67          | -37        |

### Statistiques individuelles
| Nat. | Nom         | Division 1 | Division 1  | Division 1 | Division 1   | Coupe de France | Coupe de France | Coupe de France | Coupe de France | Total | Total       | Total  | Total        |
| Nat. | Nom         | M.j.       | But inscrit | Averti     | Carton rouge | M.j.            | But inscrit     | Averti          | Carton rouge    | M.j.  | But inscrit | Averti | Carton rouge |
|      | Deplagne    | 7          | 0           | 0          | 0            | 0               | 0               | 0               | 0               | 7     | 0           | 0      | 0            |
|      | Formici     | 31         | 0           | 0          | 0            | 1               | 0               | 0               | 0               | 32    | 0           | 0      | 0            |
|      | Huc         | 0          | 0           | 0          | 0            | 0               | 0               | 0               | 0               | 0     | 0           | 0      | 0            |
|      | Hopquin     | 13         | 0           | 0          | 0            | 1               | 0               | 0               | 0               | 14    | 0           | 0      | 0            |
|      | Zorzetto    | 21         | 0           | 0          | 0            | 1               | 0               | 0               | 0               | 22    | 0           | 0      | 0            |
|      | Mansouri    | 19         | 0           | 0          | 1            | 0               | 0               | 0               | 0               | 19    | 0           | 0      | 1            |
|      | Baldassara  | 9          | 0           | 0          | 0            | 0               | 0               | 0               | 0               | 9     | 0           | 0      | 0            |
|      | Durand      | 37         | 0           | 0          | 0            | 1               | 0               | 0               | 0               | 38    | 0           | 0      | 0            |
|      | Toutain     | 1          | 0           | 0          | 0            | 0               | 0               | 0               | 0               | 1     | 0           | 0      | 0            |
|      | Alleman     | 12         | 0           | 0          | 0            | 0               | 0               | 0               | 0               | 12    | 0           | 0      | 0            |
|      | Mayot       | 22         | 0           | 0          | 0            | 0               | 0               | 0               | 0               | 22    | 0           | 0      | 0            |
|      | Passi       | 4          | 0           | 0          | 0            | 0               | 0               | 0               | 0               | 4     | 0           | 0      | 0            |
|      | Santini     | 30         | 3           | 0          | 0            | 1               | 0               | 0               | 0               | 31    | 3           | 0      | 0            |
|      | Gasset      | 25         | 0           | 0          | 1            | 1               | 0               | 0               | 0               | 26    | 0           | 0      | 1            |
|      | Duch        | 4          | 1           | 0          | 0            | 1               | 0               | 0               | 0               | 5     | 1           | 0      | 0            |
|      | Ouattara    | 7          | 0           | 0          | 0            | 1               | 0               | 0               | 0               | 8     | 0           | 0      | 0            |
|      | Granier     | 5          | 0           | 0          | 0            | 0               | 0               | 0               | 0               | 5     | 0           | 0      | 0            |
|      | Mézy        | 16         | 0           | 0          | 0            | 0               | 0               | 0               | 0               | 16    | 0           | 0      | 0            |
|      | Baltimore   | 12         | 1           | 0          | 0            | 0               | 0               | 0               | 0               | 12    | 1           | 0      | 0            |
|      | Ducuing     | 28         | 2           | 0          | 0            | 1               | 0               | 0               | 0               | 29    | 2           | 0      | 0            |
|      | Sarramagna  | 28         | 4           | 0          | 0            | 1               | 0               | 0               | 0               | 29    | 4           | 0      | 0            |
|      | Sikely      | 7          | 0           | 0          | 0            | 0               | 0               | 0               | 0               | 7     | 0           | 0      | 0            |
|      | Vergnes     | 4          | 0           | 0          | 0            | 0               | 0               | 0               | 0               | 4     | 0           | 0      | 0            |
|      | Kern        | 22         | 4           | 0          | 0            | 1               | 0               | 0               | 0               | 23    | 4           | 0      | 0            |
|      | Pasqualetti | 31         | 3           | 0          | 0            | 0               | 0               | 0               | 0               | 31    | 3           | 0      | 0            |
|      | Luizinho    | 35         | 3           | 0          | 0            | 1               | 0               | 0               | 0               | 36    | 3           | 0      | 0            |
|      | Trossero    | 27         | 7           | 0          | 0            | 0               | 0               | 0               | 0               | 27    | 7           | 0      | 0            |

### Autres statistiques
| Meilleurs buteurs \| Joueur \| Total \| \| Victor Trossero \| 7 \| \| Christian Sarramagna \| 4 \| \| Jean-Pierre Kern \| 4 \| \| Jacques Santini \| 3 \| \| José Pasqualetti \| 3 \| \| Luizinho \| 3 \| \| Bernard Ducuing \| 2 \| \| Jean-Pierre Duch \| 1 \| \| Roger Baltimore \| 1 \| | Equipe type de la saison Formici Mansouri Durand Santini Zorzetto Gasset Ducuing Sarramagna Luizinho Mayot Pasqualetti D'après les temps de jeu à leur poste. |  |
| Joueur | Total |  |
| Victor Trossero | 7 |  |
| Christian Sarramagna | 4 |  |
| Jean-Pierre Kern | 4 |  |
| Jacques Santini | 3 |  |
| José Pasqualetti | 3 |  |
| Luizinho | 3 |  |
| Bernard Ducuing | 2 |  |
| Jean-Pierre Duch | 1 |  |
| Roger Baltimore | 1 |  |

Buts
- Premier but de la saison :   Victor Trossero contre l'AS Nancy-Lorraine lors de la 2e journée de championnat
- Premier doublé :    Jean-Pierre Kern contre l'AS Nancy-Lorraine lors de la 20e journée de championnat
- Plus grande marge : 7 buts (marge négative) 0-7 contre le FC Nantes lors de la 21e journée de championnat
- Plus grand nombre de buts dans une rencontre : 7 buts 1-6 contre le Lille OSC, 0-7 contre le FC Nantes et 2-5 contre le Paris Saint-Germain lors des 9e, 21e et 35e journées de championnat